# Prithika Pavade
Prithika Pavade  est une pongiste française, née le 2 août 2004 à Villepinte (Seine-Saint-Denis).

## Biographie
Elle découvre le tennis de table sous l’influence de son père né, tout comme sa mère, à Pondichéry et qui a longtemps pratiqué à un bon niveau en Inde. La famille s'installe au Bourget, à proximité du gymnase Paul-Simon, où elle joue pour le club bourgetin de tennis de table. Elle commence ce sport alors qu'elle est en classe de CP. Cette gauchère s'illustre rapidement par sa vitesse et son intelligence de jeu,.

## Carrière

### Parcours jeune
Remarquable de précocité, elle remporte son premier titre de championne de France minimes à l'âge de 9 ans dans une catégorie allant jusqu'à 12 ans. Elle est déjà double championne de France benjamines à l'âge de 10 ans et intégrée à l'équipe 2 du SDUS en Nationale 3 en 2014. Depuis licenciée au SDUS TT de Saint-Denis, elle intègre le pôle Île-de-France en 2015. 
Intégrée au groupe « Génération 2024 », elle remporte à seulement 12 ans le titre de championne de France cadettes en mai 2016 à Mulhouse. Le conseil départemental de la Seine-Saint-Denis la retient parmi les athlètes mis en valeur pour promouvoir la candidature de la France pour organiser les Jeux olympiques de 2024. Elle y apparaît en déclarant « Je rêve de gagner ma première médaille olympique chez moi », ce qui lui vaut un reportage sur TF1. Elle commente en 2019 : « 2024, c’est le rêve absolu, ce serait génial d’y participer. Mais il y a plusieurs étapes avant d’y arriver. Et ça passe par exister au niveau senior. C’est là qu’on verra. » Âgée de 12 ans, elle dispute sa première rencontre en Pro B, s'inclinant de justesse en simple mais remportant une rencontre en double. En mai 2017, elle conserve son titre de championne de France cadettes gagné en 2016 et gagne également le double associée à son équipière au SDUS Chloé Chomis. En juillet 2018 au championnat d'Europe juniors, Prithika Pavade remporte quatre médailles : le bronze en simple cadettes, l’argent en double mixtes cadets, le bronze par équipes cadettes et l’or en double cadettes avec Chloé Chomis.
À seulement 14 ans, la pensionnaire du pôle France de Nancy, où elle poursuit sa scolarité de collégienne, remporte en janvier 2019 avec son club de Saint-Denis son premier match (son deuxième joué à ce niveau) en ligue professionnelle Pro A face à Océane Guisnel, 20 ans, championne de France en double en 2018, membre du club champion en titre de Poitiers. En mars 2019, elle atteint les demi-finales du championnat de France après avoir battu la no 6 française Emmanuelle Lennon, un cran au-dessus de la place en quart de finale obtenue deux ans plus tôt en ayant battu la no 5 Yuan Cao et défaite seulement par la no 3 Laura Gasnier. En avril 2019, lors de l’Open de France jeunes qui se déroule à Metz, elle remporte deux médailles d'or, l'une en individuel en battant l’Américaine de 17 ans Amy Wang (4-2), no 2 mondiale chez les juniors, l'autre en double avec Charlotte Lutz face à la Croatie-Hongrie[Quoi ?] lors des finales cadettes par équipes (3-1). En simple cadettes, elle est battue en finale par la Japonaise Sakura Yokoi (2-3). Quelques jours plus tard, elle remporte le championnat de France juniors en simple et en double avec Camille Lutz. Lors des Mondiaux juniors en Thaïlande en décembre 2019, elle remporte le bronze avec Camille Lutz, la première médaille mondiale de la France chez les féminines, avec une victoire sur les Chinoises en quart de finale. 
En mars 2020, elle remporte le championnat d'Europe des moins de 21 ans organisé à Varaždin (Croatie). En octobre 2020, son entraîneur historique Nicolas Greiner meurt d'une crise cardiaque.

### Année 2021
En janvier 2021, elle apprend sa sélection pour les tournois de qualification olympique de Doha (Qatar) puis de Guimarães (Portugal) : « C’est fou, je ne pensais pas du tout faire ces tournois de qualification, je pensais que la Fédération allait choisir deux autres filles, j’ai été surprise et je me suis dit que c’était ma chance. Ça s’est bien passé sur le premier tournoi qualificatif à Doha, je savais que ça allait se jouer maintenant ». Lors du tournoi au Qatar, où elle s’incline en demi-finale, elle observe attentivement les entraînements des meilleures joueuses mondiales, ce qui nourrit son expérience pour le tournoi au Portugal
. Le sélectionneur Ludovic Remy pense lui faire gagner en expérience en vue des Jeux olympiques de Paris 2024 et non viser la qualification pour l'olympiade précédente. Elle se qualifie pourtant en avril 2021 pour les Jeux olympiques de Tokyo alors qu'elle est âgée de 16 ans. À Guimarães, dans la première phase, elle remporte trois victoires notamment sur les têtes de série n°14 et 15 (la Biélorusse Nadezhda Bogdanova et la Tchèque Karin Adamkova). Lors de la deuxième phase, elle dispose de Skov puis surtout de la tête de série n°1, la Tchèque Hana Matelová, n°51 mondiale, et elle enchaîne face à la  tête de série n°28, l'Ukrainienne Solomiya Brateyko. En demi-finale, qualificative pour les Jeux, elle s'impose par 4 sets à 1 face à la tête de série n°3 et 59e mondiale, la Russe Yana Noskova,. Ludovic Remy fait remarquer qu'il a pris peu de temps morts et que Pavade n'a jamais été poussée à un septième set. Cette compétition pourrait être l'occasion pour elle de se confronter aux joueuses asiatiques qui trustent l'essentiel des 50 premières places mondiales : à défaut d'endurance, elle estime que « [sa] force c’est ma vitesse de déplacement et la prise d’initiative »
En mai 2021, l'équipe du SDUS, formée par Prithika Pavade, 16 ans, Camille Lutz, 18 ans, et Leïli Mostafavi, 21 ans, remporte la Coupe ETTU, deuxième Coupe d'Europe après la Ligue des champions, en battant l'équipe hongroise de Budaörs en finale. Quelques semaines plus tard, Pavade est à nouveau membre de l'équipe du SDUS qui remporte le championnat de France en battant Metz (défaite 3-2 à l'aller et victoire 3-0 au retour). Elle est qualifiée également pour les Jeux olympiques d'été de 2020 dans le cadre de l'équipe de France féminine, qui bénéficie en juin du forfait de la Corée du Nord.
Après avoir été battue en demi-finales par les Slovaques Ľubomír Pištej et Barbora Balážová (de), elle est médaillée de bronze en double mixte avec Simon Gauzy aux Championnats d'Europe de tennis de table 2020, joués en juin 2021 en raison de la pandémie de Covid-19, mais elle et Pauline Chasselin sont en revanche éliminées en quart dans la compétition du double féminin. C'est la première médaille française en mixte depuis celle en argent de Jean-Philippe Gatien et Wang Xiaoming en 1992.
À Tokyo, Prithika Pavade est sortie au premier tour du simple par la Russe Yana Noskova, 4 manches à 2.
Avec Jia Nan Yuan, Pauline Chasselin et Audrey Zarif, elle fait ensuite partie de l'équipe de France médaillée de bronze aux Championnats d'Europe de tennis de table en octobre 2021 à Cluj, ce qui constitue le premier podium féminin européen de l'équipe de France depuis 1962. Elle remporte ses matches en poule et en quarts de finale, battant notamment la numéro 1 européenne, l'Autrichienne Sofia Polcanova (16e mondiale), mais s'incline en demi-finale face à la Roumaine Elizabeta Samara.
En novembre 2021, sa récente entrée sur le circuit senior fait que son classement reste autour de la 300e place, ce qui ne lui permet pas de participer au championnat du monde qui est réservé au 256 meilleures mondiales. Elle dispute en revanche les championnats du monde junior en décembre 2021 au Portugal. En double mixte U19 avec le Polonais Samuel Kulczycki, elle va jusqu'en demi-finale, mais perd face à la future finaliste Kuai Man dès le premier tour en simple. En décembre 2021, elle atteint la finale du championnat de France, mais est battue 4 manches à 2 par Jia Nan Yuan.

### Année 2022
En 2022, elle se classe n°100 mondiale après le gel des points obtenu avant la période 2020. 
Le 26 juin 2022, elle retrouve Jia Nan Yuan en finale du championnat de France 2022 et l'emporte cette fois, sur le score de 4 manches à 0.
En août 2022, elle et Simon Gauzy s'inclinent en quart de finale du championnat d'Europe du double mixte face au duo autrichien Robert Gardos-Sofia Polcanova. En décembre 2022, aux championnats du monde U19, Prithika Pavade s'incline en quarts de finale en simple, mais elle décroche une médaille d'argent par équipes, une médaille d'argent en double avec Charlotte Lutz et une médaille de bronze en double mixte avec Félix Lebrun.

### Année 2023
Pour le premier tournoi WTT de l'année 2023 à Durban, elle obtient une médaille de bronze en double mixte, associée à Félix Lebrun. Au tournoi WTT contender d'Amman, Prithika Pavade associée à Camille Lutz ont cédé en finale du double face aux Taiwanaises Cheng I-Ching et Lin Yun-Ju après avoir éliminé le duo des championnes d'Europe formé par l'Autrichienne Sofia Polcanova et la Roumaine Bernadette Szőcs en quart de finale.
En août, au WTT Contender de Lima, elle perd en quart de finale du tournoi contre Miwa Harimoto après avoir notamment éliminé Miu Hirano et Lily Zhang. Avec Camille Lutz, en double dames elles s'inclinent en demi-finale par 2 set à 3 contre la paire 1re mondiale à ce moment et future vainqueur du tournoi Shin Yu-bin/Jeon Ji-hee.
Elle atteint la place de 44e mondiale à ce moment ce qui constitue le meilleur classement de sa carrière. Avec elle, l'équipe de France féminine se classe troisième des championnats d'Europe par équipes en septembre 2023. Lors de sa visite en France, elle est présentée au roi du Royaume-Uni Charles III lors de son étape à Saint-Denis, puis échange quelques balles avec la reine Camilla  et Brigitte Macron.
En octobre 2023, au WTT Contender de Antalya, elle est éliminée en quart de finale par l'Allemande Han Ying. En double mixte avec Félix Lebrun, ils perdent en finale contre la paire japonaise Hina Hayata/Tomokazu Harimoto.
Elle bat également la Taïwanaise Cheng I-Ching, alors 16e mondiale, en 3 manches à 0 au WTT Champions Frankfurt. Cette performance lui vaut le Trophée de la meilleure performance individuelle féminine de l'année lors de la première édition des Trophées du Ping.

### Année 2024
En février 2024, elle est médaillée de bronze aux Championnats du monde de tennis de table par équipes 2024, à Busan (Corée du Sud), avec Camille Lutz, Charlotte Lutz, Audrey Zarif et Jia Nan Yuan. L'équipe de France est défaite en demi-finale par la Chine (3 matchs à 0). L'équipe de France féminine n'avait pas remporté de médaille aux championnats du monde par équipes depuis celle en bronze en 1991.
Elle perd son titre de Championne de France en simple au profit de Camille Lutz.
En juin 2024, alors qu'elle est 28e mondiale, elle participe au WTT Contender Zagreb et bat la Japonaise Mima Ito, membre de longue date du top 10 mondial et multiple médaillée olympique, après avoir été menée 2 manches à 0. Elle se qualifie ensuite pour sa la finale du WTT Star Contender Ljubljana en battant successivement Mima Ito pour la seconde fois, la Japonaise Miu Hirano ainsi que la Sud-Coréenne Shin Yu-bin, toutes trois membres du top 12 mondial, avant d'être défaite par la Japonaise Hina Hayata en quatre sets. Elle atteint, à ce moment-là, le meilleur classement de sa carrière avec une 19e place mondiale,.
Aux Jeux olympiques de Paris 2024, en simple femmes, elle bat l'Iranienne Neda Shahsavari (4 sets à 1) mais s'incline ensuite dès les 1/16 de finale face à l'Indienne Manika Batra (4 sets à 0) : « C'est un scénario que je n'imaginais pas du tout, prendre 4-0 comme ça, sans arriver à trouver de solution... Extrêmement déçue de ne pas avoir trouvé un petit déclic, je n'ai pas pris de plaisir. Et elle a très bien joué, elle m'a bloquée de partout. ».
En octobre, au championnats d'Europe, elle s'incline au deuxième tour du simple dames face à la Hongroise Georgina Póta, mais elle obtient une médaille de bronze associée à Simon Gauzy dans le double mixte }.

## Style de jeu
Pour son entraîneur Nicolas Greiner, « Prithika a un profil vraiment extraordinaire. C’est une gauchère très offensive qui fait preuve d’une concentration et d’une sérénité qui sont inhabituelles à cet âge-là. Elle a une capacité à maintenir son niveau dans les moments stressants qui est signe d’une grande maturité ».
Elle a un style de jeu très offensif : « J’essaie souvent de prendre de vitesse mon adversaire, d’attaquer rapidement les premières balles. Je varie aussi pas mal mes services, mes remises… Je ne suis pas trop endurante, même si dernièrement j’ai progressé sur cet aspect ».

## Palmarès
- 2014 :
  - Championne de France Minimes en simple
  - Championne de France benjamines

- 2015 :
  - Vice-championne de France Minimes en simple
  - Championne de France benjamines

- 2016 :
  - Championne de France Cadettes en simple
  - Championne de France Minimes en simple

- 2017 :
  - Championne de France Cadettes en simple

- 2018 :
  - Médaillée d'or aux Championnats d'Europe Jeunes en double Cadettes
  - Médaillée d'argent aux Championnats d'Europe Jeunes en double mixte Cadets
  - Médaillée de bronze aux Championnats d'Europe Jeunes en simple Cadettes
  - Vice-championne de France Juniors en simple
  - Championne de France Cadettes en simple

- 2019[54]  : 
  - Championne de France Cadettes en simple
  - Championne de France Cadettes en double
  - Championne de France Juniors en simple
  - Championne de France Juniors en double
  - Médaillée de bronze aux Championnats de France seniors en simple
  - Médaillée de bronze au mondial juniors (avec Camille Lutz[17])

- 2020 : 
  - Championne d'Europe des moins de 21 ans en simple
  - Médaillée de bronze aux Championnats d'Europe de tennis de table 2020 (joués en 2021) en double mixte

- 2021 :
  - Qualification pour les Jeux Olympiques de Tokyo
  - Médaillée de bronze par équipes aux Championnats d'Europe de tennis de table 2021
  - Championne Coupe d'Europe ETTU par équipes[25]
  - Championne de France par équipes[26]
  - Vice-championne de France en simple[33]

- 2022 :   
  - Championne de France en simple[55]
  - Championne de France en double femme (avec Camille Lutz[56])
  - Médaille d'argent par équipes au championnat du monde U19 avec Charlotte Lutz et Agathe Avezou[36]
  - Médaille d'argent en double avec Charlotte Lutz au championnat du monde U19[36]
  - Médaille de bronze en double mixte avec Félix Lebrun au championnat du monde U19[36]

- 2023 : 
  - Médaille de bronze au championnat d'Europe par équipes en septembre[42]

- 2024 : 
  - Médaille de bronze au championnat du monde par équipes en février
  - Médaille de bronze au championnat d'Europe double mixte avec Simon Gauzy en octobre
- 2025 :
  - Championne Coupe d'Europe ETTU par équipes